# Crenicichla virgatula
Crenicichla virgatula är en fiskart som beskrevs av Ploeg, 1991. Crenicichla virgatula ingår i släktet Crenicichla och familjen Cichlidae. Inga underarter finns listade i Catalogue of Life.